# Helga Prignitz-Poda

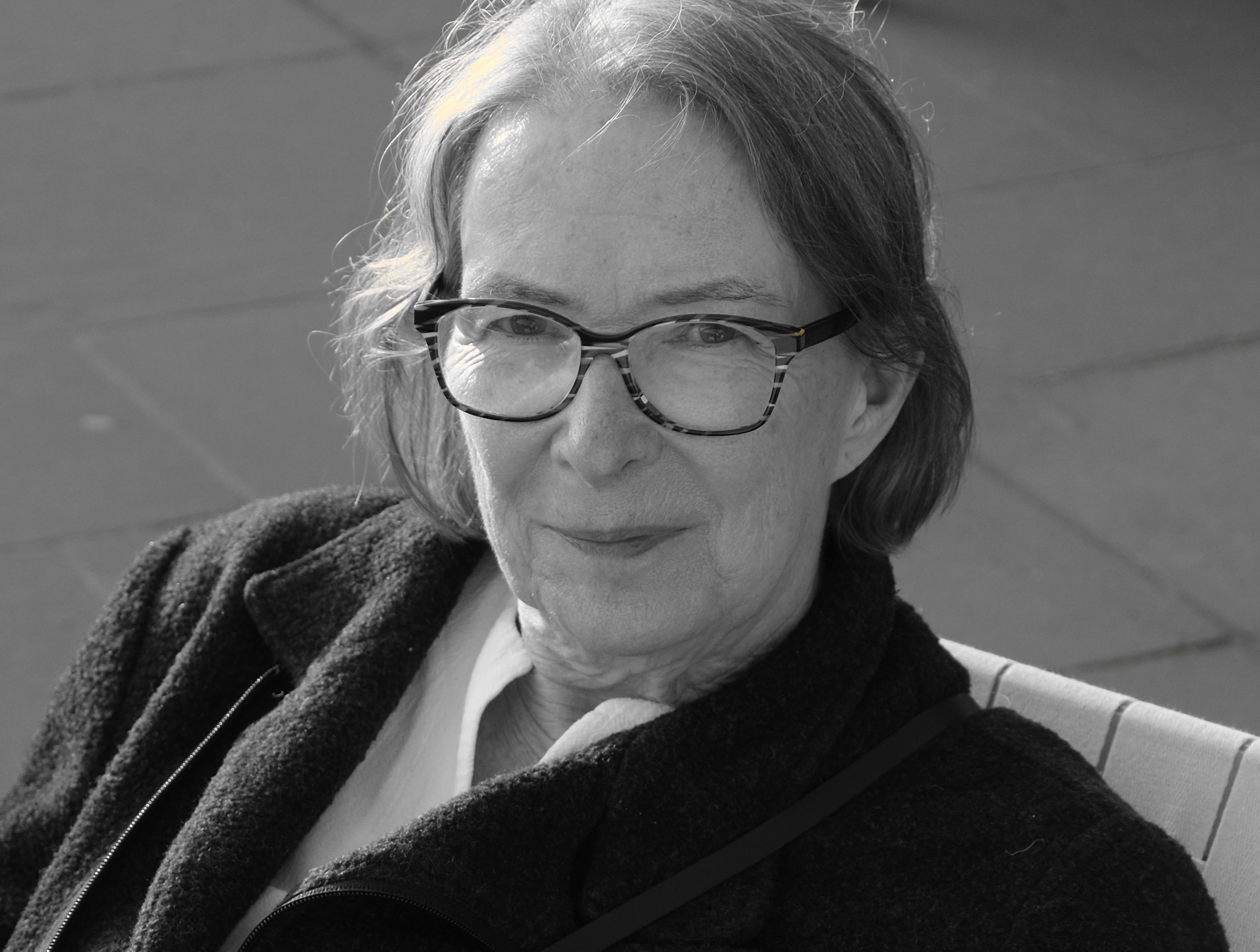
Helga Prignitz (2023)

Helga Prignitz (* 1949 in Ludwigslust) ist eine deutsche Kunsthistorikerin, Autorin und Spezialistin für mexikanische Grafik (Taller de Gráfica Popular, TGP) und Frida Kahlo.

## Leben und Wirken
Helga Prignitz wuchs als jüngstes von drei Kindern des Juristen Andreas Karl Hermann Johannes Otto Prignitz und der Erzieherin Irmtrud Anna-Lise Marta Prignitz auf. 1952 flohen die Eltern mit ihr und den Geschwistern nach West-Berlin. In den Jahren 1961 bis 1968 besuchte sie das Hildegard-Wegscheider-Gymnasium in Berlin. Nach dem Abitur studierte Helga Prignitz von 1968 bis 1980 Kunstgeschichte, Lateinamerikanistik und Hispanistik an der Freien Universität Berlin.
In den Jahren 1972 bis 1977 lebte und forschte sie in Mexiko. 1980 schloss sie das Studium mit der Doktorwürde, Magna cum laude ab. Ihre Doktorarbeit Die Werkstatt für Volkstümliche Grafik in Mexiko: TGP, El Taller de Grafica Popular 1937–1977 gilt bis heute als ein Standardwerk über mexikanische Grafik. Zwischen 1980 und 1981 war sie als Kuratorin im Niedersächsischen Landesmuseum von Hannover (Kuratorin der Ausstellung „Wilhelm Busch“) tätig. Ab dann war sie freischaffende Kunsthistorikerin. Sie widmete sich weiter der Forschung über mexikanische Grafik. Sie erweiterte ihren thematischen Schwerpunkt und spezialisierte sich auf die Werke und das Wirken Frida Kahlos. Zuvor, 1978, übersetzte sie die erste Biografie über Frida Kahlo von Raquel Tibol aus dem Spanischen ins Deutsche.
1989 heiratete sie den türkischen Geschäftsmann Ibrahim Yilmaz Poda (1930–2023) und lebte in Istanbul und Berlin. Während der Ehe trug sie den Namen Prignitz-Poda. Aus der Ehe stammen zwei Kinder.
Mehrere Ausstellungen, Publikationen und Vorträge zur „El Taller de Grafica Popular, TGP“ und Frida Kahlo folgten.
Helga Prignitz lebt und arbeitet in Berlin.

## Publikationen
- 1981 TGP. Ein Grafikerkollektiv in Mexiko 1937–1977. Verlag Richard Seitz & Co., ISBN 978-3-922005-12-4.
- 1988 Frida Kahlo, Das Gesamtwerk, mit Salomón Grimberg und Andrea Kettenmann, Verlag Neue Kritik, ISBN 978-3-8015-0215-7.
- 1992 El Taller de Gráfica Popular en Mexico 1937–1977. INBA Mexico, ISBN 968-29-3354-4.
- 2002 Taller de Gráfica Popular: Werkstatt für grafische Volkskunst: Plakate und Flugblätter zu Arbeiterbewegung und Gewerkschaften in Mexiko 1937–1986. Berlin 2002, ISBN 3-935656-10-6.
- 2003 Frida, die Malerin und ihr Werk. Verlag Schirmer Mosel, ISBN 978-3-8296-0067-5 + 2004 englische Version
- 2004 Frida Kahlo. Masterpieces. Verlag Schirmer Mosel, ISBN 978-3-88814-700-5.
- 2008 Frida Kahlo: Sadja, Carma y El venado herido, 1946. In: Crónicas, UNAM Mexiko, El muralismo producto de la revolución mexicana. Nummer 13, S. 195–208.
- 2010 Frida Kahlo. Retrospektive. Ausstellungskatalog. Prestel Verlag, ISBN 978-3-7913-5009-7.
- 2014 Frida Kahlo. Catalogo della mostra. Verlag Electa, ISBN 978-88-370-9957-2.
- 2015 Frida Kahlo und Diego Rivera. The Polish context. Katalog zur Ausstellung, Centrum Kultury Zamek Poznan, ISBN 978-83-947011-1-6.
- 2017 Frida Kahlos Lost Painting, the wounded Table – a mystery mit Katharina Lopatkina. In: IFAR Journal. Band 18, Nr. 2&3, Dezember 2017, S. 46–59.
- 2017 Hidden Frida Kahlo: Lost, Destroyed or Little-Known Works. Prestel Verlag, ISBN 978-3-7913-8364-4.
- 2017 Frida Kahlo. Verschollene, zerstörte und kaum gezeigte Bilder. Prestel Verlag, ISBN 978-3-7913-8363-7.
- 2018 Francisco Toledo: Graphic Work. In: Francesco Toledo Works 1957–2017. Mexiko, Banamex, Band 4, ISBN 978-607-9478-15-5, S. 262–289.
- 2018 Estampa y Lucha. 80 Anos del Taller de Grafica Popular. INBA, ISBN 607-605-585-5.
- 2021 Essays in dem Werk Gemalte Tiere: 61 Meisterwerke aus sieben Jahrhunderten. Mit literarischen Texten von heute: Zwischen freier Wildbahn und Museum. Schirmer Mosel Verlag, ISBN 978-3-8296-0921-0.
- 2021 Los Suenos de Frida Kahlo. Artika Books. ISBN 978-84-8335-909-9
- 2024 Frida Kahlo, señora de su casa en San Angel. In: Hábitat O´Gorman, Rivera, Kahlo. historia de la casa estudio. Hrsg. Instituto Nacional de Bellas Artes y Literatura. Red de Museos 2024, ISBN 978-607-605-840-4.

## Kurationen
| Jahr | Ausstellungsname                                                                                               | Ort                                                   |
| ---- | --- | ----------------------------------------------------- |
| 1974 | Die Kunst der mexikanischen Revolution, Legende und Wirklichkeit                                               | Schloss Charlottenburg, Berlin, Deutschland           |
| 2002 | Taller de Grafica Popular. Plakate und Flugblätter zur Arbeiterbewegung und Gewerkschaften in Mexiko 1937–1986 | Staatsbibliothek Berlin, Deutschland                  |
| 2010 | Frida Kahlo - Retroperspektive                                                                                 | Martin-Gropius-Bau, Berlin, Deutschland               |
| 2010 | Frida Kahlo - Retroperspektive                                                                                 | Bank Austria Kunstforum, Wien, Österreich             |
| 2011 | Frida Kahlo & Diego Rivera from the Gelman Collection                                                          | Museum of Modern Art, Dublin, Irland                  |
| 2011 | Frida Kahlo & Diego Rivera from the Gelman Collection                                                          | Pera-Museum, Istanbul, Türkei                         |
| 2014 | Frida Kahlo & Diego Rivera                                                                                     | Palazzo Ducale, Genua, Italien                        |
| 2014 | Frida Kahlo | Scuderie del Quirinale, Rom, Italien                  |
| 2017 | Frida Kahlo & Diego Rivera, Polish Context                                                                     | Zamek Cultural Center, Poznan, Polen                  |
| 2017 | Estampa y Lucha. 80 anos del TGP, Taller de Grafica Popular                                                    | Museo Nacional de la Estampa, Mexiko-Stadt            |
| 2018 | Bernice Kolko - Frida Kahlo. Die Gesichter Mexikos                                                             | Willy-Brandt-Haus, Berlin, Deutschland                |
| 2024 | Siempre Frida - Revelaciones de Helga Prignitz                                                                 | Mexikanische Botschaft in Berlin, Berlin, Deutschland |

## Vorträge
- 1970 deutscher Kunsthistoriker Tag Köln, Deutschland
- 1972 Kunsthistoriker Kongress Konstanz, Deutschland
- 2002 Staatsbibliothek Berlin, Deutschland
- 2004 Ibero-Amerikanisches Institut Berlin, Deutschland
- 2007 Palacio de Bellas Artes, Mexiko D.F., Mexiko
- 2010 Mönchehaus, Goslar, Deutschland
- 2010 Martin Gropius Bau, Berlin, Deutschland
- 2011 Museum of Modern Art of Ireland, Dublin, Irland
- 2011 Pera-Museum, Istanbul, Türkei
- 2014 Palazzo Ducale, Genua, Italien
- 2014 Scuderia del Quirinale, Rom, Italien
- 2014 Marta Museum, Herford, Deutschland
- 2015 Universität of Georgia in Athens Museo de Arte, USA
- 2025 Thomas Morus Akademie Bensberg

| Personendaten    | Personendaten                       |
| ---------------- | ----------------------------------- |
| NAME             | Prignitz-Poda, Helga                |
| ALTERNATIVNAMEN  | Prignitz, Helga (Geburtsname)       |
| KURZBESCHREIBUNG | deutsche Kunsthistorikerin, Autorin |
| GEBURTSDATUM     | 1949                                |
| GEBURTSORT       | Ludwigslust                         |